# Hajdukovo
Hajdukovo (ćir.: Хајдуково, mađ.: Hajdújárás) je naselje u općini Subotici u Sjevernobačkom okrugu u Vojvodini.

## Stanovništvo
U naselju Hajdukovo živi 2.482 stanovnika, od čega 2.044 punoljetnih stanovnika prosječne starosti 41,7 godina (39,7 kod muškaraca i 43,7 kod žena). U naselju ima 952 domaćinstva, a prosječan broj članova po domaćinstvu je 2,61.
Prema popisu iz 1991. godine u naselju je živjelo 2.627 stanovnika.
| Etnički sastav 2002. |            |         |
| Narod                | Stanovnika | %       |
| Mađari               | 2.191      | 88,27 % |
| Srbi                 | 89         | 3,58 %  |
| Bunjevci             | 49         | 1,97 %  |
| Hrvati               | 40         | 1,61 %  |
| Jugoslaveni          | 23         | 0,92 %  |
| Albanci              | 10         | 0,40 %  |
| Romi                 | 8          | 0,32 %  |
| Crnogorci            | 3          | 0,12 %  |
| Nijemci              | 3          | 0,12 %  |
| Muslimani            | 2          | 0,08 %  |
| Bugari               | 2          | 0,08 %  |
| nepoznato            | 6          | 0,24 %  |

| broj stanovnika | 1511  | 1539  | 1791  | 2188  | 2879  | 2627  | 2482  |
|                 | 1948. | 1953. | 1961. | 1971. | 1981. | 1991. | 2001. |

## Znamenitosti
- arheološka lokacija Pereš, arheološko nalazište od velikog značaja
- salaš na Nosi, spomenik kulture[3]

## Vanjske poveznice
- Hajdukovo  Arhivirana inačica izvorne stranice od 30. rujna 2006. (Wayback Machine)